# 東京都立多摩高等学校
東京都立多摩高等学校（とうきょうとりつ たまこうとうがっこう）は、東京都青梅市裏宿町にある都立高等学校。

## 設置課程
- 全日制課程
  - 普通科

## 沿革
- 1923年 - 青梅町ほか六か村組合立実科高等女学校として開校。
- 1925年 - 府へ移管、東京府立青梅実科高等女学校と改称。
- 1933年 - 東京府立第九高等女学校と改称。
- 1943年 - 都制施行により、東京都立第九高等女学校と改称。
- 1948年 - 学制改革により、東京都立第九女子新制高等学校と改称。普通科を設置。
- 1950年 - 東京都立多摩高等学校と改称、男女共学開始。

## 分校
- 福生分校（福生町(現・福生市)） - 1955年開校、1971年福生高校開校に伴い同校の定時制課程に移行。
- 奥多摩分校（奥多摩町） - 1959年開校、2001年閉校。

## アクセス

### 鉄道
- JR青梅線青梅駅より徒歩で約15分

### バス
- 都営バス
  - 梅74乙・梅74甲・梅76甲・梅77甲 多摩高校前下車。
  - 梅70 青梅車庫終点下車、徒歩約4分。

## 文化祭
- 多摩高祭

## 著名な関係者

### 出身者
- 花井幸子 - ファッションデザイナー（同校の制服デザインも担当している[1]。）
- 鳥海剛史 - 作曲家
- 山崎泰大 -政治家、武蔵村山市長。

### 教職員
- 高垣眸 - 元・本校教諭、児童文学作家、『怪傑黒頭巾』など